# Assassinio sul Nilo (opera teatrale)
Assassinio sul Nilo (Murder on the Nile o Hidden Horizon) è un'opera teatrale di Agatha Christie, debuttata a Dundee nel 1944 e liberamente tratto dal romanzo della stessa Christie Poirot sul Nilo (1937).

## Trama
Il battello Loto solca le acque del Nilo trasportando un gruppo di turisti britannici che si sono appena conosciuti. La tranquillità della crociera viene improvvisamente interrotto dalla morte di Kay Ridgeway Doyle, una ricchissima giovane inglese in luna di miele. L'omicidio della donna getta nel panico e nella confusione i passeggeri e, mentre le autorità locali indagano, il canonico Ambrose Pennefather, zio di Kay e suo ex-tutore legale, comincia a condurre una propria indagine investigativa che porterà all'arresto del vero colpevole.

## Il dramma a teatro

### Genesi dell'opera
Agatha Christie aveva originariamente concepito Poirot sul Nilo come una pièce teatrale intitolata Moon on the Nile (Luna sul Nilo), ma dopo aver completato la stesura la scrittrice aveva deciso che la trama si prestasse meglio a un romanzo giallo. Forte del successo sulle scene di Caffè nero (1940), la Christie decise di riprovare a portare Death on the Nile a teatro su richiesta dell'amico attore Francis L. Sullivan, che voleva un'opera teatrale con Hercule Poirot come protagonista. Dato che l'autrice era momentaneamente annoiata dal celebre investigatore di sua invenzione, la Christie convinse Sullivan ad abbandonare l'idea di portare Poirot in scena, sostituendo il personaggio con un canonico anglicano dalla mente altrettanto acuta. Le prove dell'opera cominciarono nel gennaio 1944 e l'opera debuttò al Dundee Repertory Theatre il 17 gennaio dello stesso anno, con il titolo Hidden Horizon.
Assassinio sul Nilo presenta un minor numero di personaggi rispetto a Poirot sul Nilo: i personaggi di Marie Van Schuyler e Mrs Allerton furono fusi insieme per creare Helen Ffoliot-ffoulkes, mentre Cornelia Robson e Miss Bowers furono accorpate in Christina Grant. William Smith è una combinazione di Mr Fanthrop e Mr Ferguson dal romanzo, mentre il personaggio principale del reverendo Ambrose Pennefather combina elementi di Poirot, del colonnello Race e di Andrew Pennington. Anche laddove i personaggi rimasero invariati nella caratterizzazione e psicologia, i loro nomi furono modificati: Simon Doyle divenne Simon Mostyn, Linnet Ridgeway fu ribattezzata Kay e Jacqueline de Bellefort ebbe il nuovo cognome di "de Severac". Completamente assenti sono i personaggi di Salomè e Rosalie Otterbourne, il signor Richetti, Tim Allerton e consorte, Fleetwood e Joanna Southwood. Il personaggio di Lord Windelsham non compare nel dramma, ma viene menzionato da Helen con il nome di Lord Edgbaston.

### Storia delle rappresentazioni
Nonostante le recensioni positive al debutto a Dundee, Assassinio sul Nilo impiegò oltre due anni a raggiungere le scene londinesi, esordendovi solamente il 19 marzo 1946 in scena all'Ambassador Theatre. Il ritardo della produzione era dovuto a diversi fattori, tra cui lo scarso successo che una successiva pièce della Christie, Appuntamento con la Morte, aveva riscontrato nel marzo 1945. La pièce ricevette recensioni tiepide: Ivor Brown per The Observer apprezzò le scenografie e le musiche, ma rimase meno convinto dal finale eccessivamente drammatico per un'opera dal tono così generalmente leggero, mentre Bernard Buckcham di Daily Mirror fu ancora meno convinto dal risultato, definendo Assassinio sul Nilo carente in quanto emozioni, trama e personaggi.
Altrettanto deludente fu l'allestimento della pièce a Broadway dove, sotto la regia di Albert de Courville, Assassinio sul Nilo rimase in scena per sole dodici rappresentazioni al Plymouth Theater, dal 19 settembre al 28 settembre 1946. Nel cast figuravano Diana Barrymore nel ruolo di Jacqueline De Severac e David Manners nella parte di Smith.